# Enciklopedija slovenske kulturne zgodovine na Koroškem
Enciklopedija slovenske kulturne zgodovine na Koroškem, od začetkov do leta 1942, ki je izšla pod izvirnim nemškim naslovom Enzyklopädie der slowenischen Kulturgeschichte in Kärnten/Koroška, Von den Anfängen bis 1942, je enciklopedijsko delo koroško slovenskih izdajateljev Katje Sturm-Schnabl in Bojana-Ilije Schnabla. Izšlo je leta 2016, obsega tri zvezke velikega formata in ima 1603 strani ter je opremljena s slikovnim gradivom, dodatne razsežnosti branja pa ponujajo kode QR.
Enciklopedija vsebuje več kot 1.000 gesel ter skupaj z redakcijskimi kazalkami vsebuje nad 2.200 vnosov več kot 160 avtorjev in avtoric z različnih znanstvenih področij in kulturnih ozadji in držav (Avstrija, Slovenija, Italija, Nemčija, Francija, Rusija in ZDA).

## Vsebina
V enciklopediji so objavljeni tako zapisi inovativnih terenskih raziskav, novih temeljnih raziskav s področja kulturne zgodovine, kot znanstvene analize in sinteze, mdr. povezane s terminologijo, pravno oz. zlasti ustavno ter srednjeveško zgodovino ter vprašanju zgodovinskih kontinuitet in diskontinuitet. Enciklopedija vsebuje toponomastične tematike, etnološke raziskave in raziskavami glasbene zgodovine, dela o jezikoslovju, dialektologiji in s področja sodobne sociolingvistike ter analize zgodovinske književnosti. Enciklopedija zaobjema tudi kulturno dediščino ter biografije kulturnih delavcev. Ob tem enciklopedija tudi obravnava širši geografski prostor, s katerim je bila Koroška v zgodovinskih stikih ali s katerim sta bila dežela in koroški Slovenci povezani.

## Recepcija
Enciklopedija je bila prvič predstavljena širši javnosti 4. maja 2016 v veliki dvorani Koroškega deželnega arhiva, kjer je uvodne besede povedal direktor arhiva, Wilhelm Wadl, ki je o enciklopediji mdr. menil: »Z Enciklopedijo se odpira nova doba stvarnega in plodnega diskurza.« O enciklopediji je izšel članek v slovenskem listu Krške škofije Nedelji pod naslovom Koroški spomin je sedaj jasnejši. 8. maja 2016 ji je bil posvečen osrednji članek Korošica dneva pod naslovom Katja Sturm-Schnabl: Lebenswerk in drei Bänden v pomembnem nemškem koroškem časniku Kleine Zeitung. V »Slovenskem tedniku za Koroško« Novice je 19. junija 2016 izšla obširna reportaža pod naslovom Srčni in življenjski projekt kot opus magnum izpod peresa Emanuela Polanška.